# Rumung
Rumung è una municipalità di Yap, del distretto omonimo Yap, dello Stato di Yap, uno degli Stati Federati di Micronesia. 
Ha una superficie di 5 km² e 149 abitanti (Census 2008).